# Estancia
Estancia – miasto w Stanach Zjednoczonych, w stanie Nowy Meksyk, w hrabstwie Torrance.